# Ally Haran
Allyson Paige Haran (Stratford, Ontario, Canadá; 21 de mayo de 1996) es una futbolista canadiense que juega de defensora para el Orlando Pride de la National Women's Soccer League (NWSL) de Estados Unidos.
En 2019, jugó para el North Carolina Courage antes de fichar para el Houston Dash ese mismo año.

## Estadísticas

### Clubes
| Club                   | País           | Año             |
| ---------------------- | -------------- | --------------- |
| UMF Selfoss            | Islandia       | 2018            |
| North Carolina Courage | Estados Unidos | 2019            |
| Houston Dash           | Estados Unidos | 2019            |
| Orlando Pride          | Estados Unidos | 2020 - presente |